# 回輝語
回輝語（かいきご、またはフイフイ話；自称 Tsat チャ）は、中国海南省（海南島）三亜市回輝村、回新村およびその近辺で話されている言語。話者数は6000人ほど。
話者（Utsul オチャンまたは Utsat オチャ、漢字表記は烏占）はイスラム教徒であり現在の中国では回族の一部として扱われている。その名のチャ、チャン（占）が示すように。かつてチャンパ王国（占城国）から移住したと考えられている。言語系統的にもオーストロネシア語族に属しチャム語に近いが、現在では相互に全く通じない。オーストロネシア語のチャム語および回輝語については、Đoàn Văn Phúc らにより声調言語であるか否か議論があり、チャム語はいまだに議論中であるが、回輝語は単音節語根の声調言語として議論に決着がついている。これは周囲で用いられるリー語や中国語の影響と見られる。

## 言語名別称
- フイフイ話
- オチャ語
- Tsat
- Hainan Cham
- Hui
- Huihui
- Sanya Hui
- Utsat
- Utset